# Castello di Windsor
Il Castello di Windsor è un palazzo e una residenza reale situato a Windsor, Regno Unito. Fu un castello medievale, iniziato ad essere costruito nell'XI secolo, dopo la conquista normanna inglese di Guglielmo I il Conquistatore. Dal tempo di Enrico I d'Inghilterra (XII secolo) è stato abitato da numerosi monarchi britannici, che lo hanno reso un palazzo europeo abitato fin dall'antichità. Alcune delle sue camere più lussuose, come gli «Appartamenti di Stato», sono architettonicamente molto interessanti e sono stati descritti dallo storico Hugh Roberts come «una sequenza magnifica e impareggiabile di abitazioni ampiamente riconosciute come la maggiore e più completa espressione dello stile del periodo georgiano tardo». Il castello include la Cappella di San Giorgio, del XV secolo, considerata dallo storico John Robinson come uno «dei successi supremi del disegno del gotico perpendicolare britannico».
Questa fortificazione fu progettata originariamente su una motta e con tre mura intorno ad un monte centrale per servire come roccaforte dei conquistatori normanni nella periferia di Londra e dominare una zona strategicamente importante del fiume Tamigi. La sua struttura fu gradualmente costituita da pietre, e a partire dal XIII secolo subì un lungo assedio durante la Prima Guerra dei Baroni (1215-17). Enrico III costruì un lussuoso palazzo reale dentro a queste mura a metà del secolo e Edoardo III ricostruì il palazzo, creando un complesso di edifici che diventerà il «progetto architettonico secolare più caro di tutto il Medioevo in Inghilterra». Il nucleo dell'opera di Edoardo durò fino al periodo Tudor (XVI secolo), quando Enrico VIII e Elisabetta I diedero al castello una destinazione d'uso di corte reale e centro di rappresentanza diplomatica.
Il complesso sopravvisse al turbolento periodo della Guerra Civile inglese, quando fu usato come caserma dalle forze parlamentari e come prigione di Carlo I. Durante la Restaurazione degli Stuart, Carlo II ricostruì gran parte del castello con l'aiuto dell'architetto Hugh May e creò una serie di stravaganti interni barocchi che tuttavia oggi suscitano ammirazione. Dopo un periodo di negligenza nel XVIII secolo, i re Giorgio III e Giorgio IV rinnovarono e ricostruirono il palazzo di Carlo II senza badare a spese per produrre il disegno degli attuali Appartamenti di Stato, decorati in stile rococò, gotico e barocco. La regina Vittoria realizzò cambiamenti minori nel castello, che ampliò come centro d'intrattenimento reale durante gran parte del suo lungo regno nel XIX secolo. Il castello di Windsor servì inoltre come rifugio della famiglia reale durante i bombardamenti della Seconda Guerra Mondiale e sopravvisse ad un incendio nel 1992. Attualmente nel castello di Windsor vivono e lavorano più di cinquecento persone, è un'attrazione turistica molto popolare ed è sede di visite di Stato. Era inoltre il luogo in cui la regina Elisabetta II del Regno Unito preferiva passare i fine settimana.

## Architettura
Il castello di Windsor occupa un'area di quasi 11 ettari e combina elementi di fortificazione, di palazzo e di piccola città. L'insieme attuale è frutto di diverse fasi costruttive che culminarono nei lavori di ricostruzione eseguiti in seguito al grave incendio del 1992. Il castello è essenzialmente di disegno stile georgiano e vittoriano, sopra una struttura medievale, con tocchi gotici reinventati in stile moderno. Dal XIV secolo l'architettura del castello tende a una reinterpretazione contemporanea di stili e tradizioni del passato. Il risultato ha portato l'architetto sir William Whitfield ad affermare che l'architettura di questo castello dà l'impressione di «una qualità un po' finta» e il disegno pittoresco e gotico genera «un senso di scenografia teatrale», e questo nonostante gli sforzi di fine XX secolo per recuperare molte delle strutture antiche e dotarlo di maggior autenticità. Anche se sono stati criticati, l'architettura del castello e la sua storia hanno «un posto tra i maggiori palazzi europei».

### Cortile centrale
Nel cuore del Castello di Windsor vi è il Cortile Centrale, murato intorno a una motta castrale o collina artificiale nel centro stesso del cortile. La motta è alta quindici metri ed è fatta di pietra calcarea scavata originariamente dal fosso circostante. La torre del mastio che si leva su di essa, chiamata Torre Circolare, fu costruita sopra un edificio anteriore al XII secolo che fu ristrutturato dall'architetto Jeffry Wyattville a partire dal XIX secolo per renderlo nove metri più alto dandogli così un aspetto e una forma più imponenti. L'interno di questa Torre Circolare fu ristrutturato tra il 1991 e il 1993 per avere maggior spazio per gli Archivi Reali, in modo che si creasse una nuova abitazione nello spazio ricavato dall'ampliamento di Wyatville. Questa torre in realtà non è cilindrica a causa della forma della motta sopra la quale si alza. Inoltre, la mancanza di proporzione fra l'altezza e la larghezza è stata oggetto di critiche: l'archeologo Tim Tatton-Brown, per esempio, descrive l'aumento dell'altezza una mutilazione della struttura medievale originaria. Sulla Torre Circolare è situato il pennone principale del castello; da quel momento quando il re Carlo III  è nel castello viene issato lo stendardo reale, quando non è nel castello viene issata la Union Flag, che può essere innalzata a mezz'asta in caso di lutto reale o nazionale.

Attualmente è aperto l'accesso occidentale del Cortile Centrale e una porta d'entrata conduce alla Terrazza Nord da questo cortile. Ad est si sale per la Porta Normanna,, costruita in realtà nel XIV secolo e caratterizzata da un'alta volta decorata con sculture tra cui si trovano intagli medievali di leoni e simboli tradizionali di maestà, conferendo grande impatto all'entrata al Cortile superiore. Wyattville ridisegnò l'esterno di questa porta e il suo interno fu poi profondamente ristrutturato, durante il XIX secolo, per un uso residenziale.

### Cortile superiore
Il cortile superiore del castello comprende vari grandi edifici circondati dalla muraglia superiore, formando un quadrato centrale. Gli Appartamenti di Stato si distribuiscono nel lato nord del cortile, ad est diverse stanze, a sud gli appartamenti privati reali e la Porta di re Giorgio IV e nell'angolo sud-est la Torre di Edoardo III. La motta e la Torre Circolare sono all'estremo ovest di questo cortile. Prima della Torre circolare si trova una statua equestre di bronzo di re Carlo II. Ispirata dalla statua di Carlo I a Londra creata da Hubert Le Sueur, questo monumento fu creato da Josias Ibach nel 1679 e poggia su un piedistallo decorato con rilievi di marmo creati da Grinling Gibbons. Il cortile superiore è adiacente alla Terrazza Nord, che guarda il Tamigi, e con la Terrazza Est, che guarda i giardini. Entrambe le terrazze furono costruire da Hugh May nel XVII secolo..

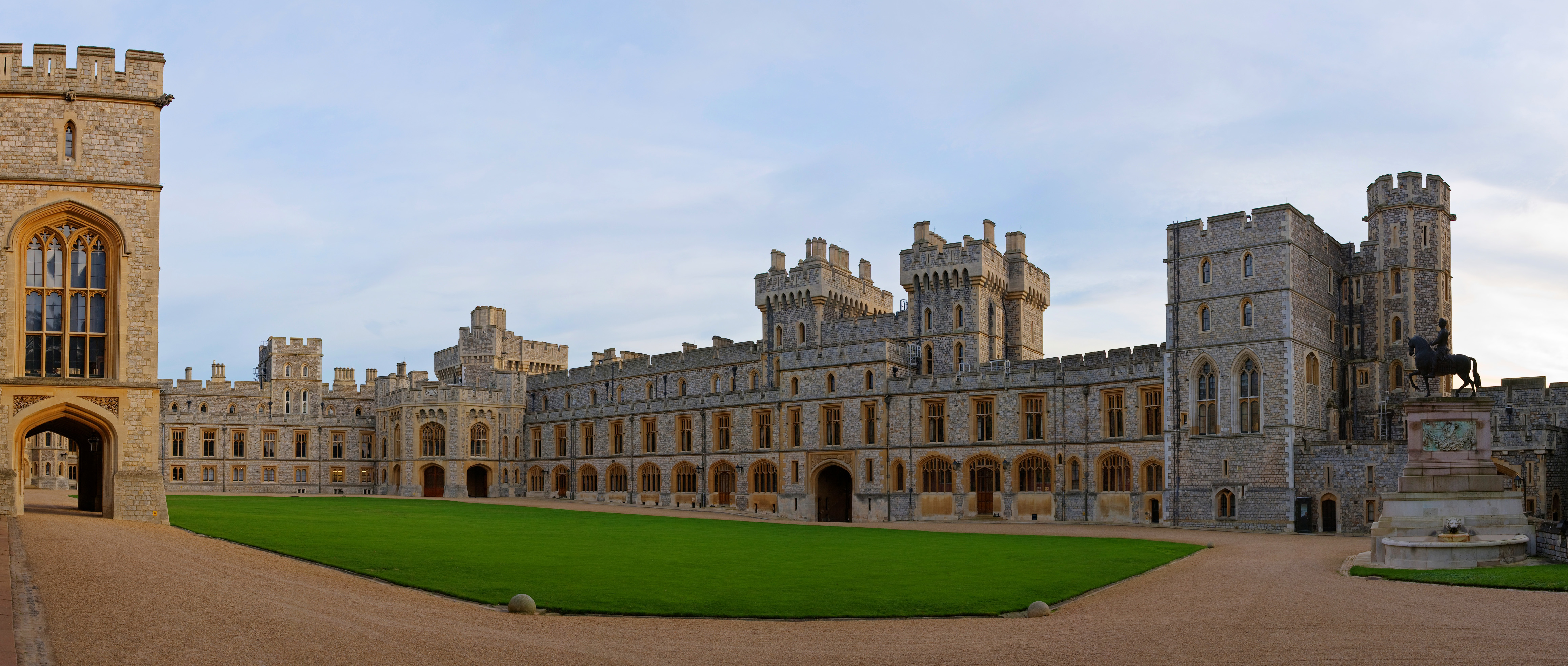
Cortile superiore del castello di Windsor; sulla sinistra, l'entrata ufficiale degli Appartamenti di Stato.

Tradizionalmente questo cortile superiore è considerato «a tutti gli effetti, una creazione del XIX secolo [...] l'immagine di quello che si pensava a principio nel XIX secolo essere un castello». Fu il risultato dei disegni estensivi realizzati da Wyattville durante il regno di Giorgio IV Le mura del cortile superiore furono costruite con pietra di Bagshot Heath tagliate in conci regolari decorati con dettagli gotici in pietra gialla di Bath. Gli edifici si caratterizzano per l'uso di mortaio con piccoli pezzi di pietra per proteggere l'unione del bugnato, tecnica usata originariamente nel castello del XVII secolo per dare ai muri delle diverse epoche un'apparenza omogenea. Il profilo del Cortile Superiore è stato progettato per creare un'ingannevole sagoma ed impressione vista da lontano, con un'immagine di alte torri e merli, seguendo il gusto del movimento pittoresco di fine XVIII secolo.  I lavori archeologici e di restauro posteriori all'incendio del 1992 hanno mostrato la misura di cui la struttura attuale rappresenta una testimonianza di elementi originali dei muri del XII secolo inseriti nel contesto dell'ultima ristrutturazione di Wyattville.

### Aspetto
Lungo i suoi 1000 anni di storia la forma del Castello di Windsor è cambiata e si è evoluta seguendo i tempi, i gusti, i bisogni e le finanze dei monarchi che si succedevano. Nonostante questo, la posizione delle caratteristiche principali è rimasta fissa: il castello, oggi, rimane centrato intorno alla collina artificiale, su cui Guglielmo il Conquistatore ha costruito il primo castello in legno.
Legenda
- A: Torre circolare;
- B: Cortile superiore, detto Quadrangolo;
- C: Appartamenti di Stato;
- D: Appartamenti privati, che guardano sulla terrazza est;
- E: Ala sud, che guarda sulla Lunga passeggiata;
- F: Cortile inferiore;
- G: Cappella di San Giorgio;
- H: Chiostro a ferro di cavallo;
- K: Porta di Re Enrico VIII (entrata principale);
- L: Lunga passeggiata;[20]

Pianta del Castello di Windsor. Nell'articolo, le lettere segnate in rosso sulla carta saranno utilizzate per riferirsi ai vari luoghi del castello.
A: Torre circolare;
B: Cortile superiore, detto Quadrangolo;
C: Appartamenti di Stato;
D: Appartamenti privati, che guardano sulla terrazza est;
E: Ala sud, che guarda sulla Lunga passeggiata;
F: Cortile inferiore;
G: Cappella di San Giorgio;
H: Chiostro a ferro di cavallo
K: Porta di Re Enrico VIII (entrata principale);
L: Lunga passeggiata;
M: Porta normanna;
N: Terrazza nord;
O: Torre di Edoardo III;
T: Torre coprifuoco.

La parte più visibile del castello, la Torre circolare ("A"), non è in realtà affatto cilindrica, ma la sua forma è dettata dalla collina artificiale su cui sorge, che è irregolare, ma che sembra circolare. L'aspetto del castello risale alle fortificazioni medievali. La Torre circolare divide il castello in due sezioni distinte, conosciute come cortili. Il cortile inferiore ("F") è sede della Cappella di San Giorgio ("G"), mentre il cortile superiore ("B") contiene gli appartamenti reali privati ("D") e le più formali "stanze di Stato" ("C"), che includono la Sala di San Giorgio, una vasta stanza con il soffitto decorato con lo stemma dei membri attuali e passati dell'Ordine della Giarrettiera.

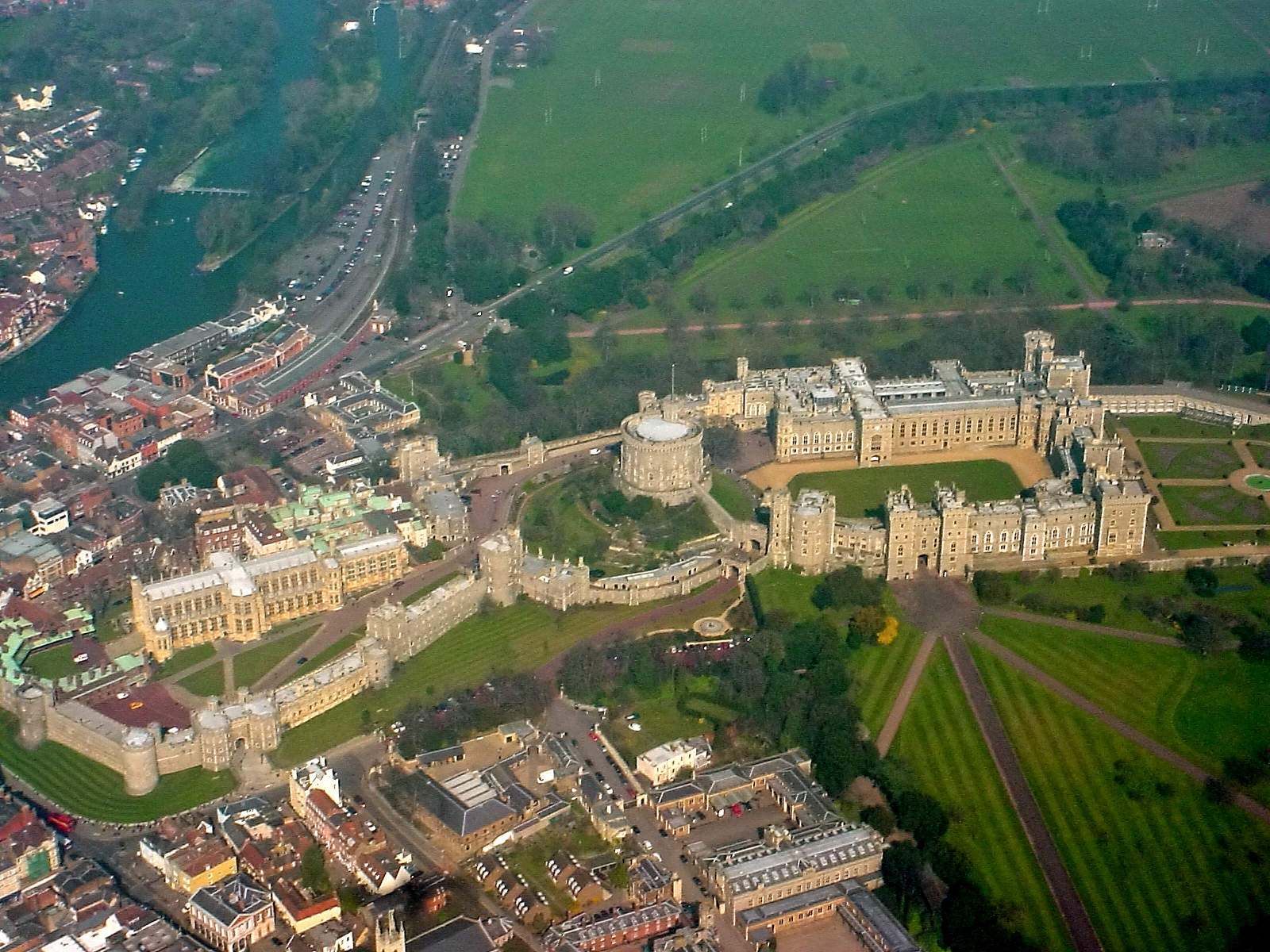
Vista aerea del castello

### Parco
Nelle immediate vicinanze del castello sorge il Parco (detto Home Park), che comprende la zona del parco vero e proprio e due fattorie, lungo le quali sorgono molti cottage occupati dagli impiegati. Nel parco sorge anche la residenza di Frogmore House. La Tenuta Frogmore e i Giardini sono aperti al pubblico in alcuni giorni dell'anno (la parte rimanente dell'Home Park è invece privata).
Adiacente al Home Park si trova il grande parco pubblico Windsor Great Park, con un'area di 2.020 ettari, che ospita numerosi cervi allo stato semiselvatico.

### Vicinanze
Nella città di Windsor, ai piedi del castello, sorge una scuola, la St George's, Windsor Castle, che fornisce coristi alla Cappella. Il College di Eton è situato a circa 2 km a nord del castello.

## Storia

### 1070–1350
Il Castello di Windsor venne originariamente costruito da Guglielmo il Conquistatore, che regnò dal 1066 al 1087. Il suo originario castello era realizzato in legno e si presentava con una torre rotonda centrale ("A"). Il castello era parte di quell'anello di castelli difensivi che circondava Londra, e il sito venne scelto in parte per la sua facile posizione di difesa.
Già all'inizio del regno di Guglielmo egli aveva preso possesso del maniero che oggi è indicato col nome di Old Windsor, probabilmente già residenza reale anglosassone. Poco tempo dopo, tra il 1070 ed il 1086, egli abbandonò il sito dell'attuale castello per il maniero di Clewer e costruì il primo castello motte e bailey. La collina di base per la costruzione di questo primitivo castello era alta 15 metri ed era circondata da paletti di legno acuminati che solo successivamente vennero sostituiti da primitive mura che costituiscono di fatto la base dell'attuale cerchia muraria.
L'originale pianta del castello di Guglielmo il Conquistatore è sconosciuta, ma è certo che esso dovesse essere unicamente una base militare, e nulla di strutturale di quel periodo sopravvive ai nostri giorni. Da allora però il sito del castello continuò ad essere utilizzato e sfruttato. Il successore di Guglielmo il Conquistatore, Guglielmo II si pensa che abbia allargato e migliorato la struttura, ma fu il figlio minore del Conquistatore, il re Enrico I d'Inghilterra il primo monarca inglese a risiedervi ufficialmente.
Considerata l'instabilità del suo regno, egli prese residenza qui nel giorno di Pentecoste del 1110. Il suo matrimonio con Adela, figlia di Goffredo I di Lovanio, ebbe luogo nel castello di Windsor nel 1121.
La parte più antica che oggi ancora si conosca del castello risale al regno di Enrico II che salì al trono nel 1154. Egli rimpiazzò la palizzata lignea circondando la vecchia fortezza con mura di pietra alternate a torri quadrate; gran parte, seppur alterata, di queste fortificazioni si trova oggi nella terrazza ad est. Enrico II inoltre pose la prima pietra per la prigione che si trova al centro del castello.
Nel 1214, il castello venne assediato nell'ambito della rivolta dei baroni inglesi contro il principe Giovanni. Le truppe gallesi del re (simili a dei mercenari privati) si diedero alla fuga, ed il principe venne costretto a fuggire in Francia. Successivamente nel 1215 a Runnymede, presso il castello, il principe, ora re, venne forzato a firmare la Magna Carta. Nel 1216, ancora durante la guerra baronale, il castello venne nuovamente assediato, ma questa volta la struttura venne seriamente danneggiata.
Questi danni vennero immediatamente riparati nello stesso 1216 dal successore di Giovanni, Enrico III, che inoltre rafforzò le difese con la costruzione di un cortile cintato ad ovest, molto del quale sopravvive ancora oggi. La più antica parte del castello comprende una torre ("T"), costruita nel 1227. L'interno della torre contiene formalmente la prigione del castello, e ciò che rimane della cosiddetta "Sally port", un'uscita segreta riservata agli occupanti del castello in periodi di assedio. La parte superiore accoglie le campane del castello, qui poste nel 1478, assieme all'orologio del castello del 1689. Il tetto conico di stile francese è, ad ogni modo, un'addizione del XIX secolo.

### 1350–1500

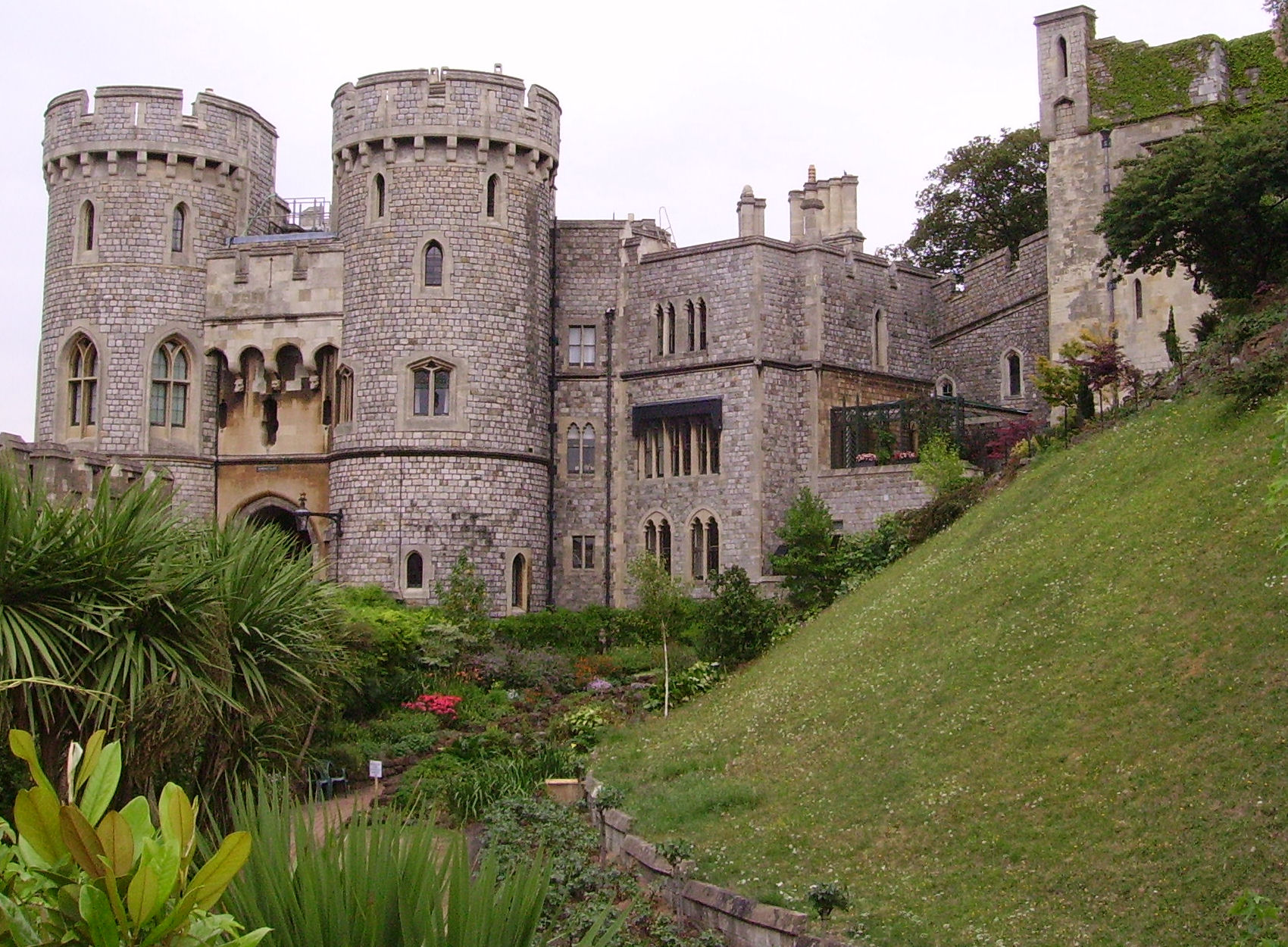
La Porta normanna, l'ultimo bastione di difesa prima del cortile superiore dove si trovano gli appartamenti reali, venne eretta all'epoca di Edoardo III

Re Edoardo III nacque nel castello di Windsor il 13 novembre 1312, e da allora venne definito anche col nome di "Edoardo di Windsor". All'inizio del 1350 egli incominciò un programma di demolizione e ricostruzione del castello destinato a durare ben 24 anni. Non venne demolita la cosiddetta "Torre Coprifuoco" ("T") ed altre fortificazioni minori. Egli pose l'architetto William di Wykeham quale incaricato della sovrintendenza dello svolgimento dei lavori e del disegno del nuovo castello.
La prigione di Enrico II (la Torre Rotonda) venne rimpiazzata dall'attuale prigione, anche se non venne innalzata allo stato attuale sino al XIX secolo. Vennero anche aumentate le fortificazioni. La cappella del castello venne sostanzialmente allargata, ma il progetto per la costruzione di una nuova chiesa non ebbe luogo, probabilmente a causa della scarsità della manodopera e delle risorse disponibili che erano state decimate dalla Peste Nera. Databile a questo periodo è anche la Porta Normanna ("M"). Questo cancello largo e imponente ai piedi della Torre Rotonda è l'ultimo bastione di difesa prima del Quartiere Superiore ("B") dove sono situati gli appartamenti reali.
Nel 1348 re Edoardo III fondò l'Ordine della Giarrettiera, la cui cerimonia annuale di conferimento ha proprio luogo nella Cappella di San Giorgio, la cappella principale del castello di Windsor. Nel 1353–1354, egli costruì anche il Portico dell'Erario.
Nel 1390, durante il regno di Riccardo II, sappiamo che la Cappella di San Giorgio venne chiusa per dei crolli alla struttura, e il restauro si protrasse successivamente. Incaricato dei lavori era uno dei favoriti del re Riccardo, Geoffrey Chaucer, che fu diplomatico e chierico al servizio dello stesso monarca, nonché valente poeta tra i principali della letteratura medievale inglese. Ad ogni modo le sue capacità di progettista dovevano non essere eccezionali se anche dopo 50 anni di restauri la cappella si trovava ancora in uno stato disastroso.

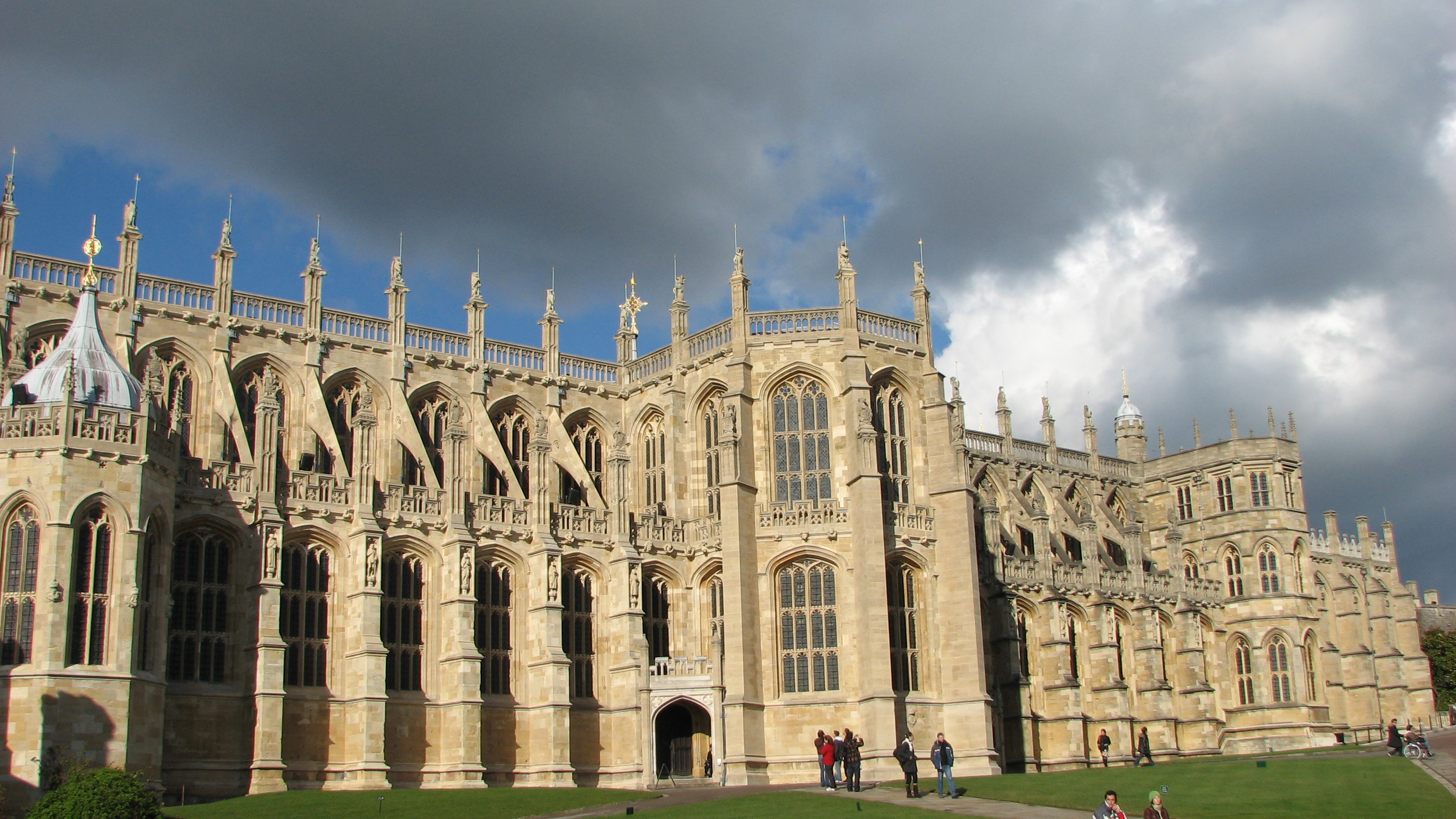
Veduta laterale della Cappella di San Giorgio iniziata nella sua costruzione sotto il regno di Edoardo IV.

Re Edoardo IV (1461–1483), primo re della casa di York, viene spesso indicato come "incline alla vana pompa", iniziò la costruzione dell'attuale Cappella di San Giorgio nel 1475. La cappella è più una cattedrale in miniatura e un mausoleo reale piuttosto che una semplice cappella. La sua architettura è un grande apparato gotico perpendicolare. Durante il regno di Enrico VII, gran parte della cappella originale venne demolita per fare spazio alla Lady Chapel, che il re successivamente abbandonò come progetto. Questa costruzione fu uno dei primi grandi lavori di costruzione interni alla cinta muraria.
La costruzione della cappella segnò un punto di svolta nell'architettura del castello. Nel più stabile clima politico seguito alla fine della Guerra delle Due Rose la costruzione smise di essere solo un baluardo militare per diventare un luogo raffinato di residenza e si iniziò quindi a renderla più accogliente e curata. Un esempio di queste innovazioni può essere considerato il "Chiostro a ferro di cavallo" ("H") del 1480, costruito nei pressi della cappella come abitazione per il clero ivi officiante. La forma del cortile ricordava quella di un ferro di cavallo, uno degli emblemi utilizzati da Edoardo IV. I lavori di restauro di questa parte del castello iniziarono nel 1871 ed intaccarono pesantemente la struttura originaria a tal punto che oggi solo poche costruzioni rimangono memori di quell'epoca antica.

### Da fortezza a palazzo

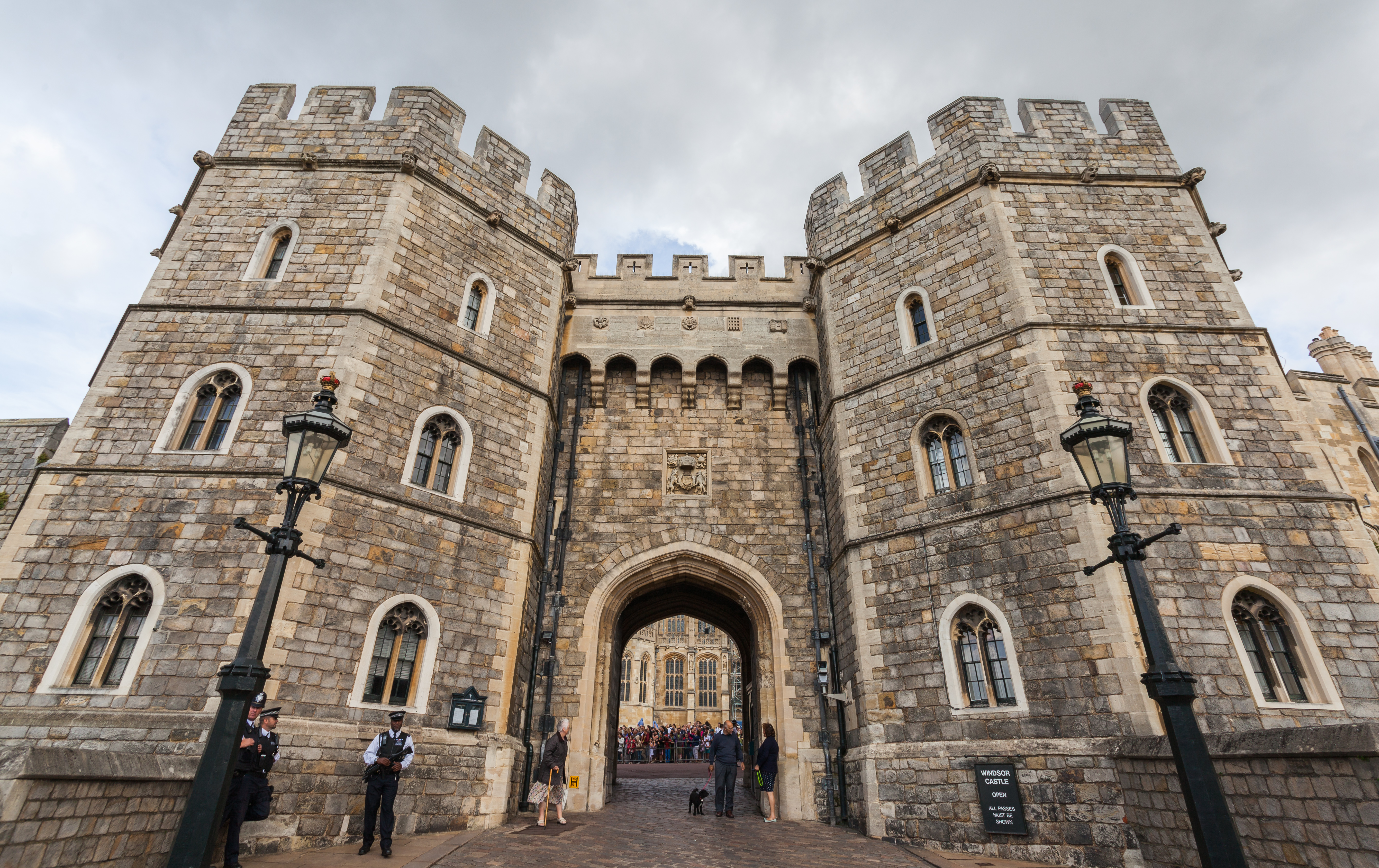
Il portale fatto costruire da Enrico VIII nel 1510

Anche se si è soliti ritenere con certezza che Edoardo III sia il monarca che abbia iniziato la trasformazione del castello da fortezza a confortevole residenza, se comparato con altri palazzi reali come Whitehall e Nonsuch, Windsor rimase una residenza molto spartana. Enrico VIII (regnante nel 1509–1547) ricostruì il portale principale del castello attorno al 1510, disponendolo in modo tale che gli eventuali aggressori fossero costretti a combattere in salita, faticando maggiormente nell'assedio della fortezza. Lo stemma sopra l'arco del cancello riporta un melograno, simbolo della prima moglie del sovrano, la regina Caterina d'Aragona.
L'unico figlio maschio di Enrico VIII e suo successore fu il giovane Edoardo VI (regnante nel 1547–1553), il quale, mentre si trovava in residenza al castello, scrisse: "Mi sembra di essere in una prigione, qui non vi sono gallerie e nemmeno giardini ove passeggiare."
La sorella di Edoardo VI, la regina Elisabetta I (regnante nel 1558–1603) trascorse gran parte della propria vita a Windsor, reputandolo il posto più sicuro dove ritirarsi nei momenti di ansia e pericolo. Anche se ai suoi tempi il castello aveva ancora molto della vera e propria fortezza, ella contribuì personalmente alla trasformazione di esso con la costruzione della terrazza a nord ("N"), costruendovi poi una galleria coperta sopra di essa, un primitivo esempio di quelle strutture che diverranno in seguito le serre. Questa struttura è sopravvissuta sino a noi relativamente inalterata, con molti segni dello stile Tudor riscontrabili in special modo nel grande camino centrale ed attualmente essa ospita la biblioteca reale.

### La peste bubbonica
Allo scoppio della peste bubbonica a Londra, Elisabetta I e la sua corte lasciarono la capitale alla volta del castello di Windsor: era il 1563. Qui ella pianificò le riforme necessarie a combattere la malattia: diede ordine di passare alle armi chiunque provenisse da Londra al castello e proibì l'importazione da stati stranieri.

### La Guerra Civile
Elisabetta I venne succeduta da Giacomo I, il quale venne a sua volta succeduto dal figlio Carlo I, anche se nessuno dei due apportò cambiamenti significativi al castello. Ad ogni modo, durante la Guerra Civile inglese, il castello cadde nelle mani dei Roundhead poco dopo lo scoppio delle ostilità, al comando del colonnello John Venn. Il principe Rupert del Palatinato giunse per riprendere il controllo del villaggio e del castello alcuni giorni dopo, ma egli venne pesantemente sconfitto e non fu in grado di riportare la struttura nelle mani dei monarchici inglesi. Il colonnello Venn rimase governatore del castello sino al 1645.
Il castello di Windsor divenne quindi quartier generale dell'armata di Oliver Cromwell. Il castello subì quindi i danni di queste circostanze, soprattutto perché le truppe della caserma erano sottopagate e per evitare scontri venne loro permesso di dilapidare i tesori del castello.
Durante il Commonwealth il castello venne così descritto: “La casa del Re è una baracca; tutti si riuniscono qui, dal fanatico, allo straccione, allo sguattero, tutti sono al lavoro... Tutti alloggiano dove possono, nelle torri e nei gabinetti”..
Per la durata del Commonwealth e del Protettorato, il castello rimase un quartier generale militare ed una prigione per i realisti catturati. Per un breve periodo, il re Carlo I venne tenuto in arresto nel castello, e dopo la sua esecuzione nel gennaio del 1649, il suo corpo venne riportato a Windsor nel bel mezzo di una tormenta di neve ed interrato senza cerimonie particolari nel coro della St George's Chapel, vicino alla tomba di Enrico VIII e di sua moglie Jane Seymour.

### La Restaurazione

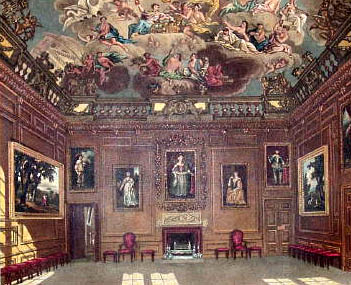
La Sala delle Udienze della Regina in una litografia a colori del XIX secolo

La restaurazione della monarchia nel 1660 fu il primo dei significativi periodi di cambiamento strutturale per il castello di Windsor. Carlo II fece molto per restaurare ed abbellire il castello dopo i danni subiti durante la guerra civile. Nel medesimo periodo in Francia si stava costruendo la Reggia di Versailles e con questo progetto in mente, Carlo II diede vita al grande viale conosciuto col nome di "Long Walk" ("L"). Il percorso corre a sud del castello ed è lungo 5 chilometri e largo 75 metri. Qui si trovano ancora degli olmi, dei castagni e dei platani piantati all'epoca di Carlo II.
La Long Walk non fu l'unica parte del castello ad ispirarsi a Versailles. Carlo II commissionò all'architetto Hugh May di ricostruire gli appartamenti reali e la St George's Hall. May rimpiazzò così gli originali appartamenti risalenti alla dinastia dei Plantageneti di forma cubica con un nuovo complesso con forma a stella. Gli interni di questi nuovi appartamenti vennero decorati con soffitti eseguiti da Antonio Verrio e bassorilievi ad opera di Grinling Gibbons. Il re inoltre acquistò delle tappezzerie e dei quadri per arredare queste stanze. Queste opere d'arte sarebbero poi stati il primo passo per la formazione dell'attuale Royal Collection. Tre di queste sale sopravvivono ancora oggi con relativi cambiamenti: la Camera di Rappresentanza della Regina, la Sala delle Udienze della Regina (entrambe progettate per la moglie di Carlo II, la regina Caterina di Braganza) e la Sala da Pranzo del Re. Originariamente le stanze in questo stile erano circa una ventina che però si persero soprattutto con le ristrutturazioni del XIX secolo.

### I secoli XVIII e XIX

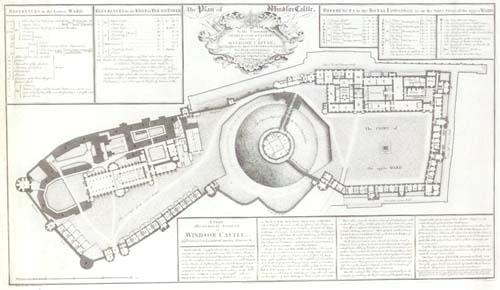
Pianta del castello di Windsor nel 1743 di Batty Langley

Dopo la morte di Carlo II nel 1685, il castello cadde lentamente in disuso. La parte interna della struttura rimase utilizzata come residenza occasionale, ma il sovrano stesso preferiva vivere altrove. Durante il regno di Guglielmo III e Maria II (1689–1702), il Palazzo di Hampton Court venne allargato e trasformato in un moderno palazzo residenziale, sempre a svantaggio di Windsor. Successivamente Anna d'Inghilterra preferì vivere in una piccola casa nei pressi delle mura del castello di Windsor e fu solo con Giorgio III che la residenza riprese vigore in quanto egli, padre di 15 figli, necessitava di una grande residenza dove accogliere la propria copiosa famiglia e il castello si presentava in gran parte disabitato.
Inigo Jones aveva introdotto l'architettura palladiana in Inghilterra durante il regno di Carlo I; Giorgio III, però, si rese conto che lo stile applicato non rispettava quello dell'antico castello e come tale fece ridisegnare molte delle finestre realizzate anche sotto Carlo II, completandole con archi gotici e come tale il castello iniziò così ad assumere l'attuale aspetto di stile medioevale. Durante questo periodo il castello di Windsor Castle divenne anche un ruolo di confino del monarca. Nel 1811 re Giorgio III divenne incapace di reggere il governo autonomamente a causa dell'età avanzata e come tale egli venne confinato nel castello per la propria sicurezza e durante gli ultimi suoi nove anni di vita egli non abbandonò quasi le stanze del castello.
Fu durante il regno di Giorgio IV tra il 1820 ed il 1830 che il castello acquisì le trasformazioni più singolari nella sua storia. Giorgio IV, conosciuto per la sua stravaganza nelle costruzioni di Carlton House e del Royal Pavilion durante gli anni della sua reggenza per conto del padre, persuase il parlamento ora da re a concedergli un prestito di 300.000 sterline per i restauri al castello. L'architetto Jeffry Wyatville venne prescelto per condurre i lavori che iniziarono nel 1824.

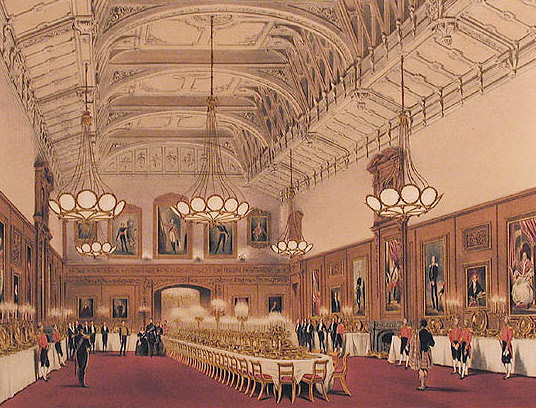
La Waterloo Chamber in un'incisione ottocentesca

I lavori richiesero 12 anni per essere completati e compresero un totale rimodellamento della corte alta del castello ("B"), degli appartamenti privati ("D"), della torre circolare ("A"), e della facciata esteriore del castello ("E").
Jeffry Wyatville fu l'architetto che Giorgio IV utilizzò per i restauri e che si preoccupò di dare al castello una certa simmetria che l'eterogeneità delle precedenti strutture (provenienti anche da epoche completamente diverse tra loro) non avevano assolutamente. Wyatville agì alzando l'altezza di certe torri o rifacendo alcune facciate. La stessa Torre Circolare che si presentava come una struttura essenzialmente piatta, venne ora innalzata di 10 metri ed accentuata nel suo ruolo anche scenografico nell'impianto del castello.
Molti degli interni del castello ebbero il medesimo trattamento degli esterni. Gran parte degli appartamenti di stato di Carlo II vennero riprogettati completamente in stile gotico, e l'esempio più evidente ne è la St George's Hall, che venne raddoppiata in lunghezza. Wyatville inoltre coprì un portico per la creazione della Waterloo Chamber che venne progettata per celebrare la vittoria inglese alla Battaglia di Waterloo appunto, e dove ancora oggi si trovano i ritratti dei monarchi alleati e dei comandanti miliari attraverso i quali fu possibile la sconfitta di Napoleone Bonaparte e delle sue mire espansionistiche in Europa. Il grande tavolo da pranzo presente in questa sala risale alla medesima epoca ed ha la capacità di dare posto a 150 commensali.
Il lavoro non era ancora terminato alla morte di Giorgio IV nel 1830, ma venne completato quasi dieci anni più tardi.

### L'epoca vittoriana

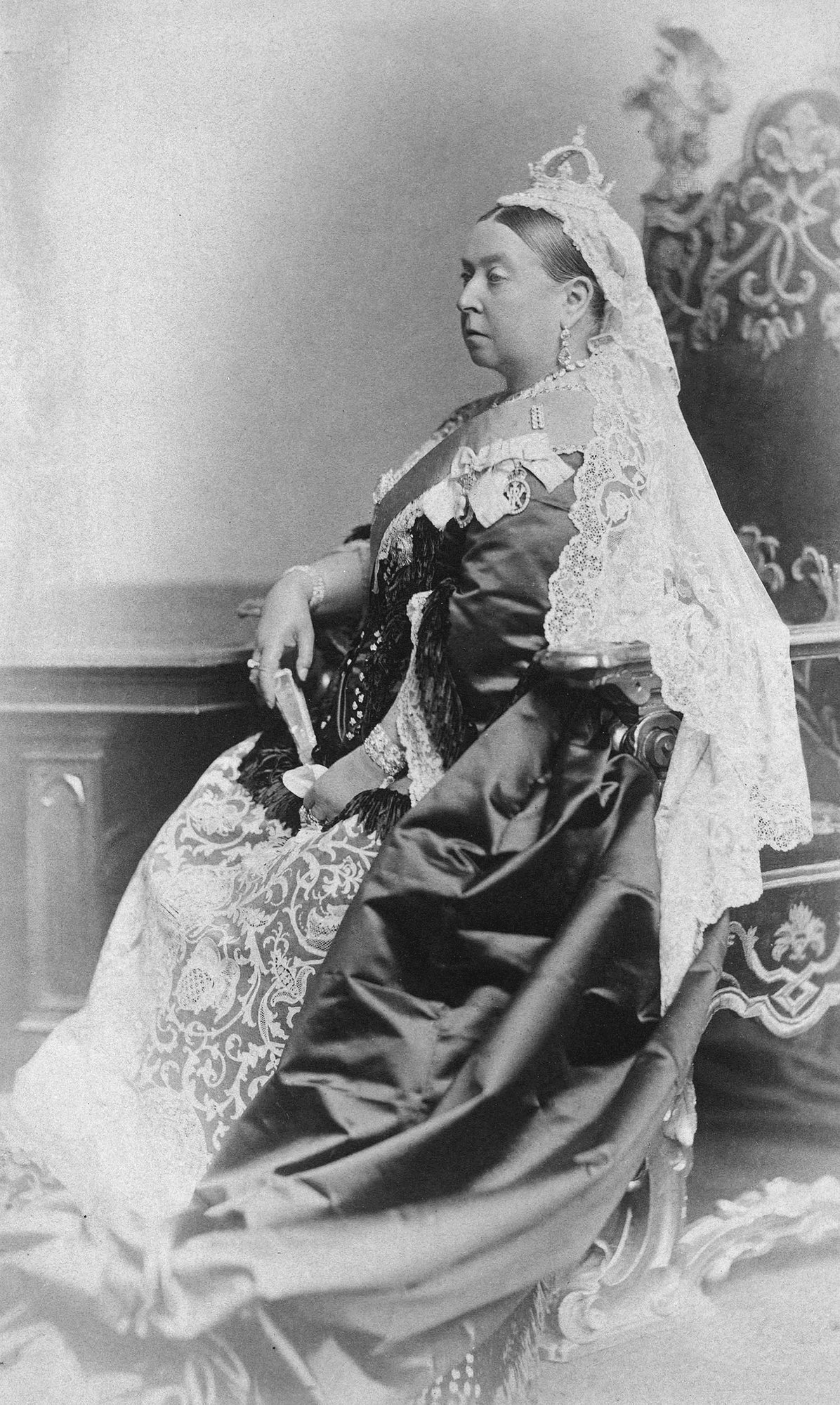
La Regina Vittoria si ritirò definitivamente nel castello di Windsor alla morte del marito Alberto, acquisendo il soprannome di "La vedova di Windsor"

La Regina Vittoria ed il principe Alberto fecero del castello di Windsor la loro principale residenza reale. Gran parte dei cambiamenti da loro apportati furono relativi in un primo momento al parco circostante la struttura e poi al castello stesso. In particolare, il "Windsor Castle and Town Approaches Act", venne approvato dal parlamento nel 1848, permettendo la chiusura e la risistemazione della vecchia strada che conduceva dal parco di Windsor a Datchet ed a Old Windsor. Questi cambiamenti permisero alla famiglia reale di chiudere una grande parte del parco del castello per formare l'attuale "Home Park", che non è attraversato da alcuna strada pubblica.

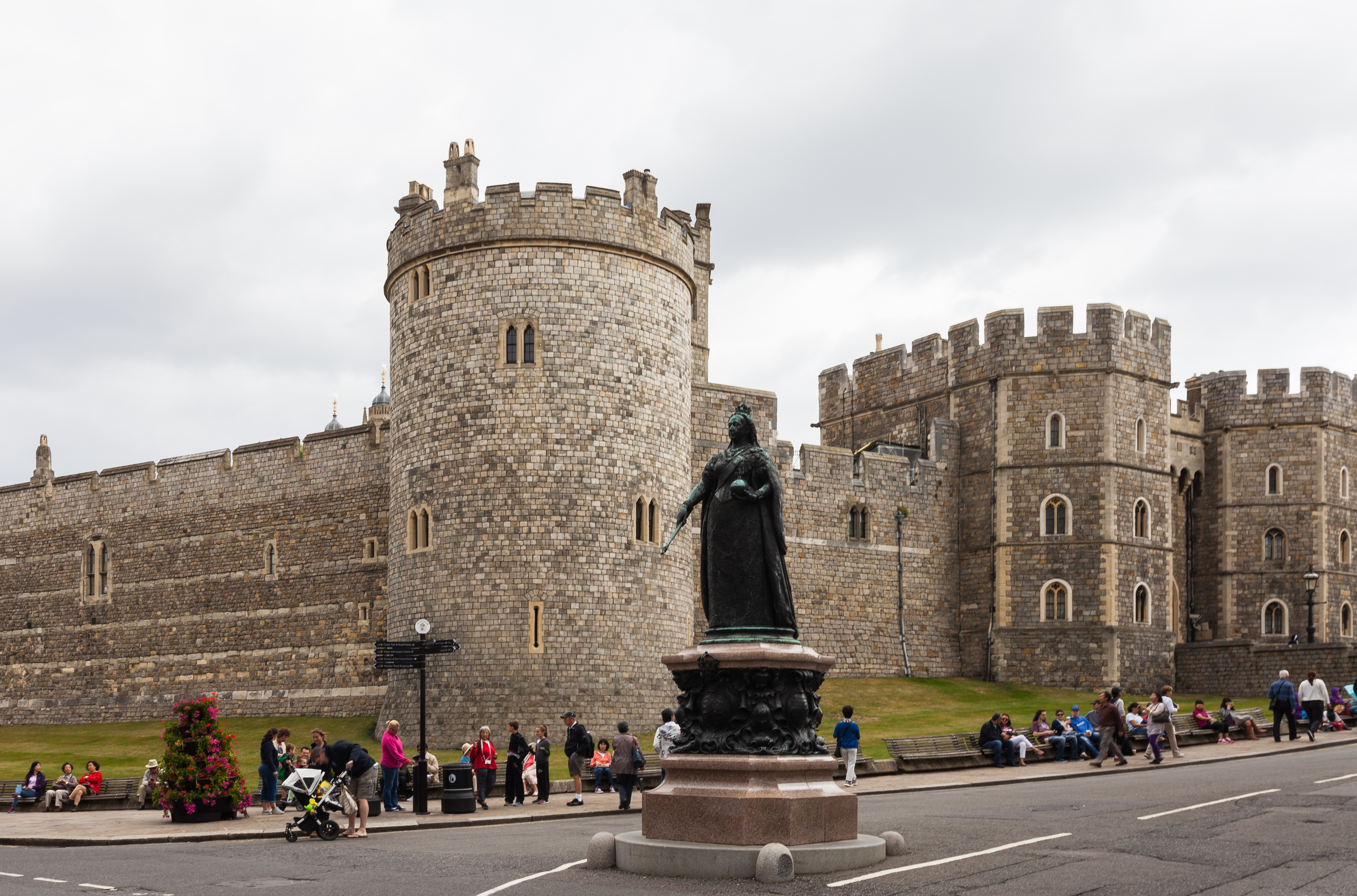
Statua della regina Vittoria presso il castello di Windsor, a memoria della predilezione che ella ebbe per questo luogo ed in ricordo dei lavori di restauro che qui portò avanti.

La regina Vittoria si era ritirata ad Osborne House sull'Isola di Wight durante la sua vedovanza, dopo che nel 1861 il principe Alberto era morto nella sala blu del castello di Windsor. Alberto venne sepolto nel mausoleo reale di Frogmore, vicino all'Home Park del castello (e successivamente la regina Vittoria verrà sepolta accanto a lui).
Dalla morte di Alberto sino alla propria morte nel 1901, il castello di Windsor fu una delle principali residenze della regina Vittoria, alternata a Buckingham Palace. Altre sue abitazioni furono il Castello di Balmoral in Scozia e la già citata Osborne House. La stanza del principe venne mantenuta da allora esattamente come si trovava al momento della sua morte, conservando nell'aria quell'aspetto melanconico ottocentesco, anche se questo non bloccò i lavori di restauro del castello stesso. Nel 1866 Anthony Salvin creò il Grande Scalone negli appartamenti di stato ("C").
Questa grande scalinata in pietra di stile gotico è a due rampe ed è completata da una volta a lanterna con una torre. La sala è decorata con armi e armature, tra le quali spicca anche l'armatura indossata da Enrico VIII e realizzata nel 1540. In cima alle scale si trovano delle sculture equestri che tengono gli stemmi reali. Questo tema decorativo continua nella Sala delle Guardie della Regina e nel Gran Vestibolo. Salvin aggiunse anche il tetto conico caratteristico ad una torre del castello ("T").
John Sparrow David Thompson, IV primo ministro del Canada, morì nel castello di un attacco cardiaco nel 1894 mentre si trovava in Inghilterra per ragioni di servizio.

### Il XX secolo

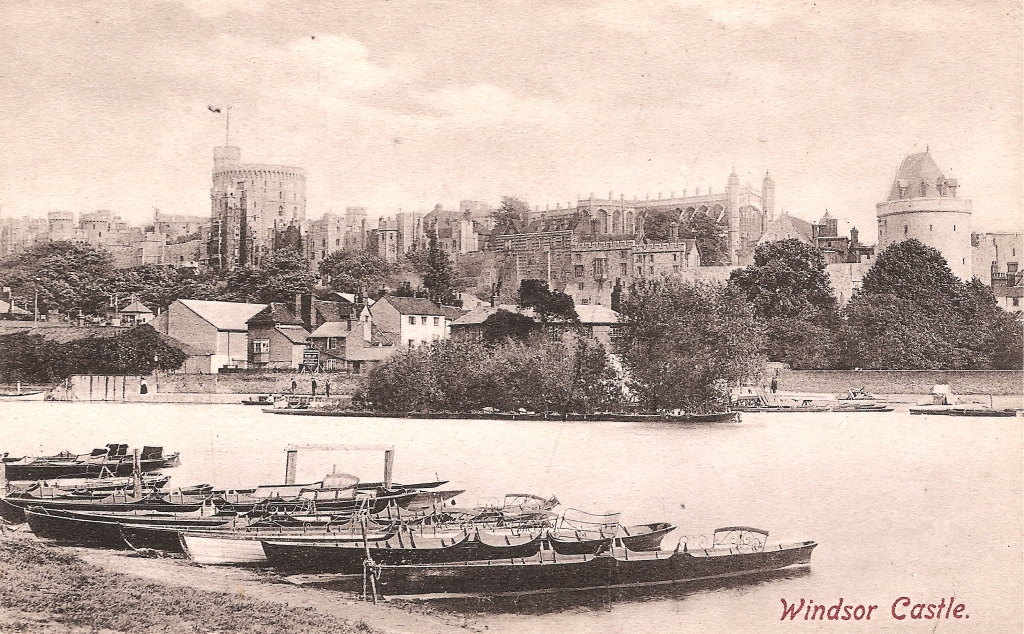
Il castello di Windsor in una cartolina del 1907

A seguito dell'ascesa al trono di Edoardo VII nel 1901, il castello rimase vuoto per lunghi periodi, dato che il nuovo sovrano preferiva vivere altrove. Una delle alterazioni di questo periodo fu la creazione di un campo da golf. Windsor segnò anche un'importante svolta sportiva per l'Inghilterra: nel 1908 ebbe infatti luogo la prima maratona olimpica inglese che iniziò davanti al castello e si concluse allo stadio di Londra. La distanza percorsa dagli atleti divenne in un primo tempo popolare e successivamente venne ufficializzata.

Stemma della Casa di Windsor (creato nel 1938 per ordine del re Giorgio VI), raffigura la Torre Circolare del castello.

Il successore di Edoardo VII, Giorgio V (regnante dal 1910 al 1936), preferì anch'egli risiedere altrove. Ad ogni modo sua moglie, la regina Mary, che era una grande appassionata di arte, si occupò di riacquistare molti degli arredi del castello che nei secoli erano andati dispersi, acquisendo però anche nuove opere d'arte per arredare le stanze di stato. Ella contribuì significativamente a dare un volto nuovo all'uso del castello, non più concepito solo nell'ideale barocco delle grandi stanze di rappresentanza, ma anche come un luogo riservato di lavoro e di studio. Nei piani superiori, pertanto, vennero realizzate nuove e più confortevoli camere da letto con servizi interni, consentendo così alle altre stanze del piano inferiore di essere utilizzate come sale di rappresentanza. La camera da letto detta "di stato" difatti non venne più utilizzata come luogo di riposo dei monarchi dal 1909 ed oggi ne conserva unicamente il nome.
Durante la prima guerra mondiale, quando i membri della famiglia reale inglese sentirono la necessità di cambiare il proprio cognome di "Casa di Sassonia-Coburgo-Gotha" con uno più prettamente inglese, essi presero il nome proprio dal castello, divenendo l'attuale "Casa di Windsor".
La regina Mary era inoltre amante delle miniature raffinate e per lei venne costruita la ben nota Queen Mary's Dolls' House, una casa per le bambole interamente progettata sul modello di una grande casa aristocratica, il tutto progettato dall'architetto Edwin Lutyens ed ancora oggi essa rappresenta una delle attrazioni più ricercate del castello di Windsor.

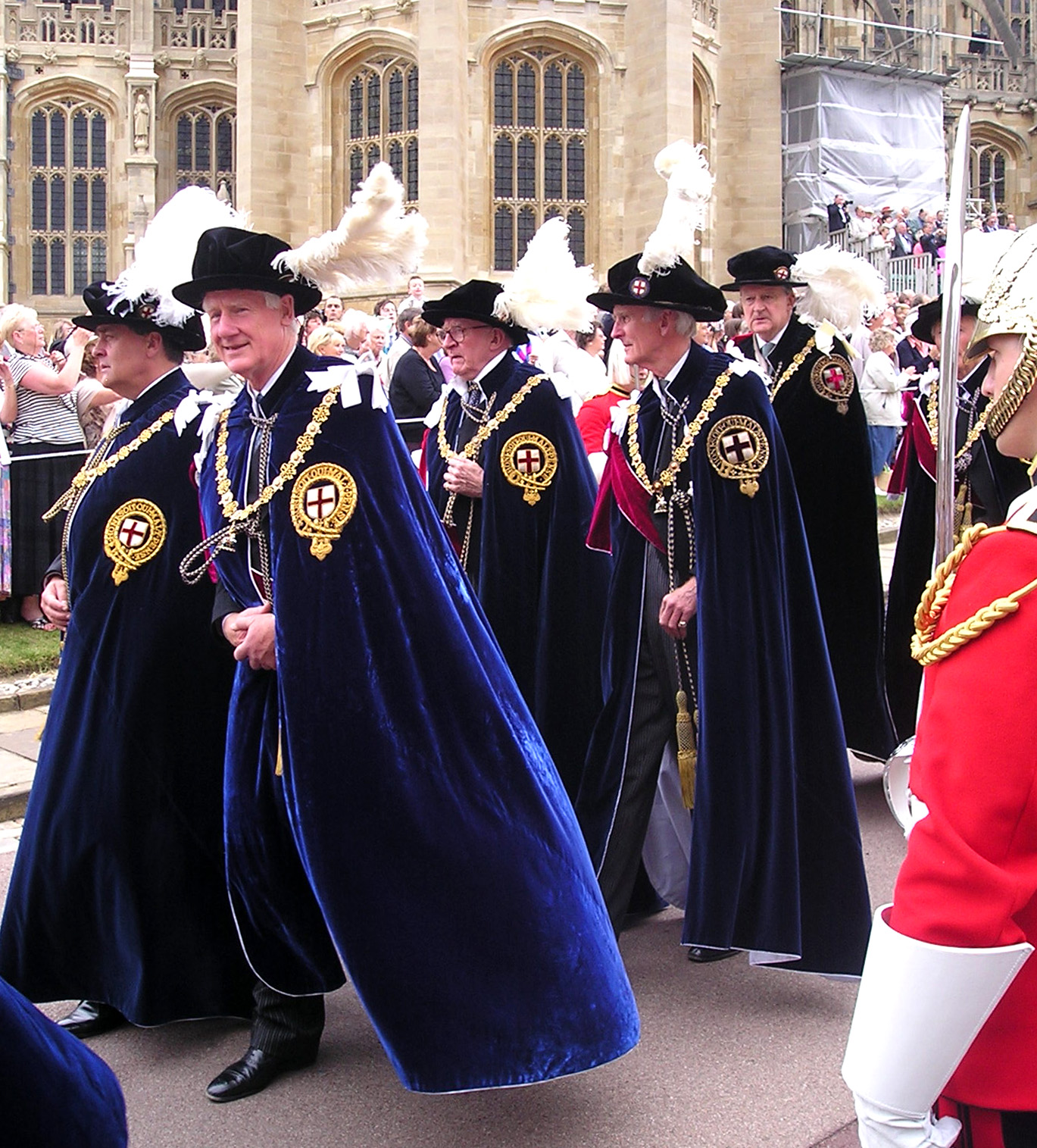
Dall'epoca di Giorgio VI gli annuali raduni dei cavalieri dell'Ordine della Giarrettiera hanno luogo al castello di Windsor e le cerimonie si svolgono nella Cappella di San Giorgio (nella fotografia, sullo sfondo).

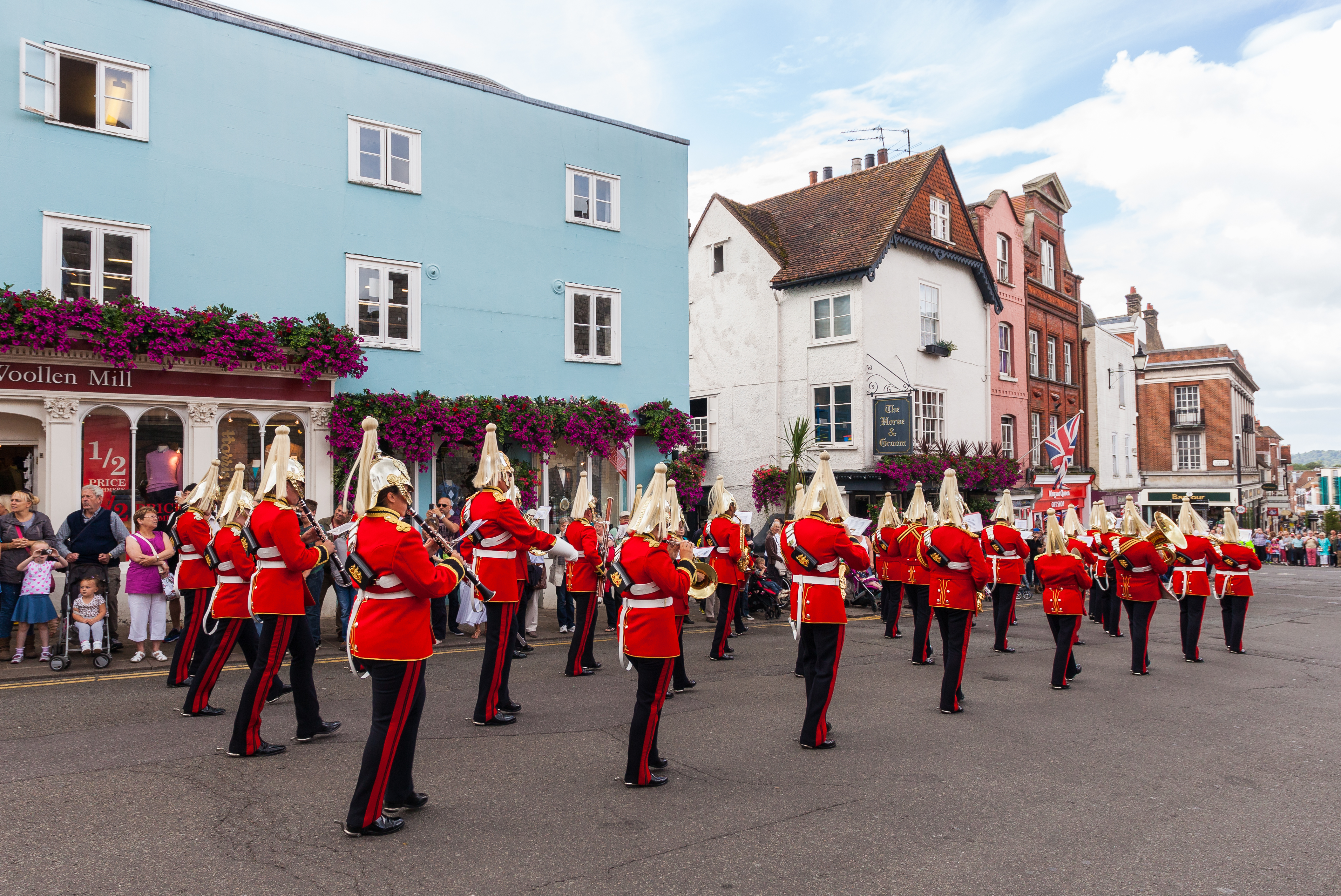
Cambio della Guardia.

Giorgio VI ascese al trono nel 1936 a seguito della rinuncia al trono da parte del fratello Edoardo VIII; l'11 dicembre Edoardo annunciò la propria abdicazione con un discorso radiofonico pubblico registrato proprio nel castello di Windsor, anche se egli durante il proprio breve regno aveva preferito risiedere nella sua casa di Fort Belvedere. Giorgio VI (e sua moglie Elizabeth Bowes-Lyon) preferirono invece risiedere alla Royal Lodge di Windsor. Allo scoppio della seconda guerra mondiale nel 1939, il castello riassunse il ruolo originario di fortezza, ed il re e la regina assieme alle loro figlie Elisabetta e Margaret, preferirono vivere al sicuro all'interno del castello piuttosto che a Londra. Ad ogni modo il re e la regina si recavano a Londra ogni giorno, ritornando a Windsor per la notte, anche se a livello ufficiale la coppia continuava a risiedere a Buckingham Palace per questioni d'immagine e soprattutto di propaganda politica all'estero. A seguito della cessazione delle ostilità nel 1945, la famiglia reale lasciò Windsor e ritornò alla Royal Lodge. Fu sempre Giorgio VI, inoltre, a rivitalizzare le cerimonie relative ai cavalieri dell'Ordine della Giarrettiera che presero stabilmente annuale svolgimento proprio nella cappella del castello di Windsor.
Nel 1952 la regina Elisabetta II ascese al trono e decise di fare di Windsor la sua principale residenza per i fine settimana. Gli appartamenti privati ("D") che non erano stati propriamente occupati sin dall'epoca della regina Mary vennero rinnovati e modernizzati e qui prese residenza l'intera famiglia reale durante i soggiorni.
Il 20 novembre 1992, un incendio divampò nella cappella privata della regina (tra "C" e "D"), ma venne presto arginato. Il fuoco divampò per 15 ore, distruggendo ben nove delle sale di stato, e danneggiando oltre 100 ambienti in gran parte della corte alta. Il totale dell'area danneggiata corrispondeva a circa 9000 m², ovvero un quinto della grandezza del castello. I lavori di restauro vennero completati solo nel 1997, prendendo nel contempo la decisione di aprire il pubblico per la prima volta le sale di stato. Il costo totale dei restauri ammontò a 37 000 000 di sterline che vennero ricavati da una tassa addizionale imposta agli inglesi. Molti dei soffitti interni dovettero essere ricreati sul modello degli originali anche se altre stanze danneggiate vennero completamente ricostruite in stile moderno. Tra queste stanze vi era compresa anche la Cappella Privata della regina, la nuova Lantern Lobby e interamente il soffitto della Sala di San Giorgio. Quest'ultima venne realizzata in quercia verde, un materiale tipico dell'epoca medievale. Ad ogni modo, cioè che è meno noto ai visitatori, furono le aree di sicurezza che vennero ricavate da questi restauri e i nuovi sistemi installati, con riserve anche sui quartieri di servizio.
Negli ultimi anni la regina ha significativamente incrementato l'uso del castello non solo come sua residenza estiva o dei fine settimana ma anche come vero e proprio palazzo reale. Il castello ospita sovente i banchetti di stato ufficiali.
Windsor è oggi anche una delle maggiori attrazioni artistiche di tutta l'Inghilterra, divenuto tale proprio sullo stimolo impartito dalla regina Elisabetta. Nel 1994, inoltre, venne scoperto un filone di petrolio sotto il castello e la regina concesse il permesso di inviare una squadra di esplorazione che decretò che la presenza poteva ammontare a circa un fatturato di un miliardo di dollari. La regina dispose ad ogni modo che gli eventuali profitti di questa riserva sarebbero dovuti andare alle casse dello stato anche se formalmente essi sarebbero stati di sua proprietà.

### Il XXI secolo
Il 30 settembre 2006 venne riportato che la regina, in merito alle riforme per le pari opportunità degli abitanti del Regno Unito, offrì degli spazi nel castello di Windsor per garantire un luogo di preghiera ai musulmani. Allo scoppio della Pandemia di COVID-19, la regina si è stabilita al castello di Windsor per ragioni di sicurezza. Al castello si sono svolti, il 17 aprile 2021, i funerali del principe Filippo, duca di Edimburgo. Il 6 marzo 2022 è stata fatta trapelare la decisione della regina di trasferirsi stabilmente nel castello di Windsor, a causa dell'età avanzata, lasciando definitivamente Buckingham Palace.

#### I grandi scavi reali
Il castello di Windsor è una delle residenze reali inglesi che sono state più ampiamente sottoposte a scavi archeologici alla riscoperta del suo antico passato e grandi opere di scavo vennero portate avanti nel 2006 in occasione dell'ottantesimo compleanno della sovrana.
Windsor divenne così il sito della scoperta di due fondamentali ritrovamenti:
- Nella corte alta vennero ritrovate le fondamenta della Torre Circolare erette nel 1344 da Edoardo III, oltre ad un'area affrescata in stile medioevale in situ.[31] Ai tempi di Edoardo la Torre Circolare di circa 60 metri di diametro era utilizzata per le feste e i banchetti di stato oltre che per delle rappresentazioni teatrali che si rifacevano al ciclo arturiano.
- Nella corte inferiore, venne trovata la collocazione originaria della Great Hall di Enrico III, con ancora delle mura perimetrali che vennero ritrovate. Questo permise agli archeologi di stabilire effettivamente dove si trovasse il primo palazzo reale usato come residenza a Windsor.[32]

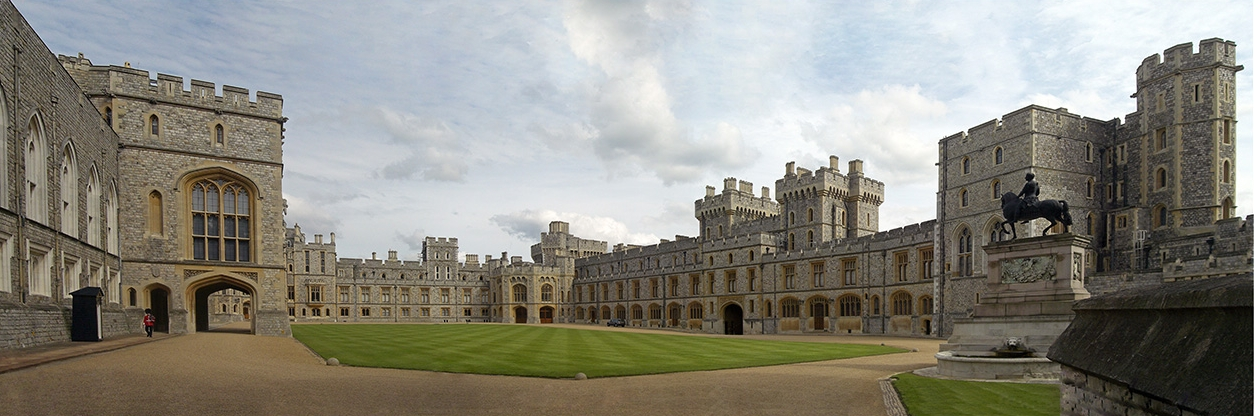
Veduta d'insieme della corte principale ("Quadrangolo") del Castello di Windsor

### Persone nate al castello di Windsor
- Edoardo III d'Inghilterra
- Enrico VI d'Inghilterra

### Persone morte al castello di Windsor
- Filippo di Edimburgo